# Баффало (Міссурі)
Баффало (англ. Buffalo) — місто (англ. city) в США, в окрузі Даллас штату Міссурі. Населення — 3290 осіб (2020).

## Географія
Баффало розташоване за координатами 37°38′43″ пн. ш. 93°5′48″ зх. д. / 37.64528° пн. ш. 93.09667° зх. д. (37.645190, -93.096564).  За даними Бюро перепису населення США в 2010 році місто мало площу 7,41 км², з яких 7,41 км² — суходіл та 0,00 км² — водойми.

## Демографія
Згідно з переписом 2010 року, у місті мешкали 3084 особи в 1266 домогосподарствах у складі 760 родин. Густота населення становила 416 осіб/км².  Було 1518 помешкань (205/км²).
Расовий склад населення:
| - 95,8 % — білих - 0,9 % — корінних американців - 0,3 % — чорних або афроамериканців - 0,2 % — вихідців з тихоокеанських островів - 0,2 % — азіатів - 1,1 % — осіб інших рас |

До двох чи більше рас належало 1,6 %. Частка іспаномовних становила 3,2 % від усіх жителів.
За віковим діапазоном населення розподілялося таким чином: 25,1 % — особи молодші 18 років, 54,0 % — особи у віці 18—64 років, 20,9 % — особи у віці 65 років та старші. Медіана віку мешканця становила 37,9 року. На 100 осіб жіночої статі у місті припадало 82,3 чоловіків;  на 100 жінок у віці від 18 років та старших — 78,1 чоловіків також старших 18 років.
Середній дохід на одне домашнє господарство  становив 35 560 доларів США (медіана — 34 898), а середній дохід на одну сім'ю — 36 652 долари (медіана — 38 279). За межею бідності перебувало 25,8 % осіб, у тому числі 25,4 % дітей у віці до 18 років та 14,2 % осіб у віці 65 років та старших.
Цивільне працевлаштоване населення становило 878 осіб. Основні галузі зайнятості: освіта, охорона здоров'я та соціальна допомога — 22,4 %, виробництво — 20,6 %, роздрібна торгівля — 17,0 %.